# Олександрівська сільська рада (Ширяївський район)
Олекса́ндрівська сільська́ ра́да — колишня адміністративно-територіальна одиниця та орган місцевого самоврядування в Ширяївському районі Одеської області. Адміністративний центр — село Олександрівка.

## Загальні відомості
Олександрівська сільська рада утворена в 1924 році.
- Територія ради: 85,4 км²
- Населення ради: 1 175 осіб (станом на 2001 рік)
- Територією ради протікає річка Великий Куяльник

## Населені пункти
Сільській раді підпорядковані населені пункти:
- с. Олександрівка
- с. Гребенюки
- с. Григорівка
- с. Канцурове
- с. Трудолюбівка
- с. Флоринське

## Населення
Згідно з переписом УРСР 1989 року чисельність наявного населення села становила 1402 особи, з яких 633 чоловіки та 769 жінок.
За переписом населення України 2001 року в селі мешкали 1172 особи.

### Мова
Розподіл населення за рідною мовою за даними перепису 2001 року:
| Мова       | Відсоток |
| ---------- | -------- |
| українська | 85,45 %  |
| молдовська | 8,34 %   |
| російська  | 3,49 %   |
| вірменська | 1,11 %   |
| болгарська | 0,68 %   |
| білоруська | 0,34 %   |
| гагаузька  | 0,09 %   |
| польська   | 0,09 %   |
| інші       | 0,41 %   |

## Склад ради
Рада складається з 16 депутатів та голови.
- Голова ради: Лебідь Віталій Сергійович
- Секретар ради: Барбус Тетяна Андріївна

### Керівний склад попередніх скликань
| Прізвище, ім'я, по батькові | Основні відомості                                                         | Дата обрання | Дата звільнення |
| --------------------------- | ------------------------------------------------------------------------- | ------------ | --------------- |
| Боршковська Надія Іванівна  | Сільський голова, 1952 року народження                                    | 26.03.2006   | 31.10.2010      |
| Лебідь Віталій Сергійович   | Сільський голова, 1974 року народження, освіта вища, член Народної партії | 31.10.2010   |                 |

Примітка: таблиця складена за даними сайту Верховної Ради України

### Депутати
За результатами місцевих виборів 2010 року депутатами ради стали:

#### За суб'єктами висування
| Суб'єкт висування                                       | Кількість обраних депутатів | %    |
| ------------------------------------------------------- | --------------------------- | ---- |
| Партія регіонів                                         | 8                           | 50   |
| Народна партія                                          | 3                           | 18,8 |
| Самовисування                                           | 3                           | 18,8 |
| Політична партія Всеукраїнське об'єднання «Батьківщина» | 2                           | 12,5 |

#### За округами
| № округу                                                | Прізвище, ім'я, по батькові    | Дата визнання обраним | Освіта  | Партійна приналежність                        | Відомості про обраного депутата                 |
| ------------------------------------------------------- | ------------------------------ | --------------------- | ------- | --------------------------------------------- | ----------------------------------------------- |
| Народна Партія                                          |                                |                       |         |                                               |                                                 |
| 9                                                       | Барбус Тетяна Андріївна        | 01.11.2010            | середня | позапартійна                                  | сільська рада, секретар                         |
| 12                                                      | Чувакіна Наталія Нестерівна    | 01.11.2010            | середня | позапартійна                                  | ТОПАЗ, техпрацівник                             |
| 15                                                      | Супрунюк Галина Михайлівна     | 01.11.2010            | вища    | член Народної партії                          | ТОПАЗ, бухгалтер                                |
| Партія регіонів                                         |                                |                       |         |                                               |                                                 |
| 1                                                       | Ніколішина Тетяна Іванівна     | 01.11.2010            | середня | член Партії регіонів                          | териториальний центр, соц. працівник            |
| 3                                                       | Вербовська Інна Олексіївна     | 01.11.2010            | середня | позапартійна                                  | фельдшерсько-акушерський пункт                  |
| 4                                                       | Бондаренко Анатолій Вікторович | 01.11.2010            | середня | позапартійний                                 | тимчасово не працює                             |
| 5                                                       | Берков Андрій Володимирович    | 01.11.2010            | середня | позапартійний                                 | тимчасово не працює                             |
| 10                                                      | Чопікан Алла Анатоліївна       | 01.11.2010            | вища    | член Партії регіонів                          | Олександрівська загальноосвітня школа, директор |
| 13                                                      | Бондар Ілля Михайлович         | 01.11.2010            | середня | позапартійний                                 | ПСП «Альбіна», водій                            |
| 14                                                      | Сичов Вадим Миколайович        | 01.11.2010            | середня | позапартійний                                 | ПСП «Ткаченко», реалізатор                      |
| 16                                                      | Фалпа Андрій Миколайович       | 01.11.2010            | середня | член Партії регіонів                          | тимчасово не працює                             |
| Політична партія Всеукраїнське об'єднання «Батьківщина» |                                |                       |         |                                               |                                                 |
| 7                                                       | Антонова Наталія Василівна     | 01.11.2010            | середня | позапартійна                                  | фельдшерсько-акушерський пункт, завідувач       |
| 8                                                       | Коршак Галина Григорівна       | 01.11.2010            | вища    | член Всеукраїнського об'єднання «Батьківщина» | Олександрівська загальноосвітня школа, вчитель  |
| Самовисування                                           |                                |                       |         |                                               |                                                 |
| 2                                                       | Чумаченко Сергій Петрович      | 01.11.2010            | середня | позапартійний                                 | тимчасово не працює                             |
| 6                                                       | Вальчук Валерій Володимирович  | 01.11.2010            | середня | позапартійний                                 | тимчасово не працює                             |
| 11                                                      | Сермак Микола Іванович         | 01.11.2010            | середня | позапартійний                                 | фермер                                          |